# سوم کوچک

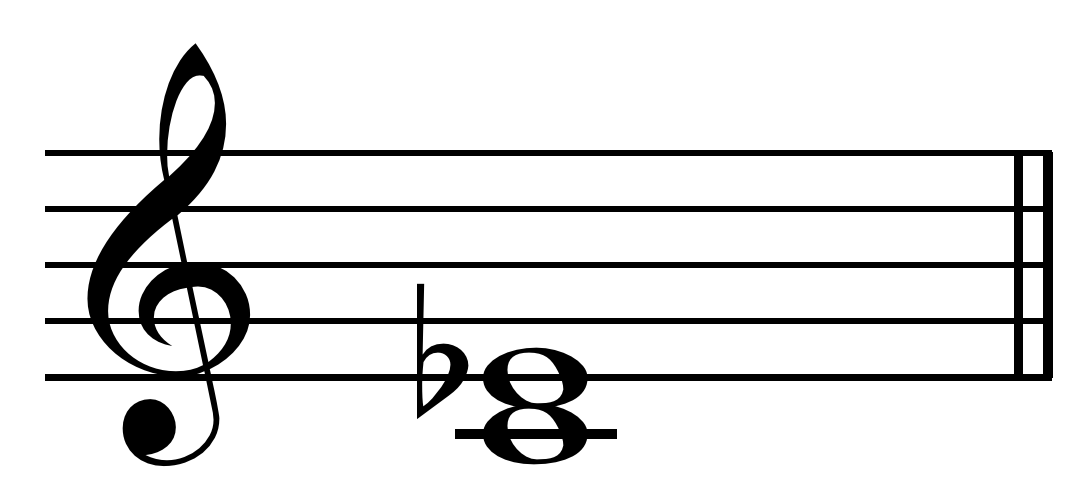
Minor third equal tempered or (6:5).

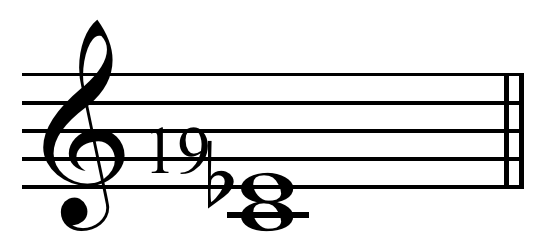
19th harmonic (19:16), E^{19}♭.

سوم کوچک (انگلیسی: Minor third) در تئوری موسیقی و فرهنگ غربی، فاصله‌ای موسیقایی است که شامل سه نیم‌پرده می‌شود و نشان‌دهنده سه نت روی خطوط حامل است. سوم کوچک یکی از دو سوم رایج است (در کنار سوم بزرگ) و کوچک خوانده می‌شود چراکه نسبت به سوم بزرگ (دارای چهار نیم‌پرده) یک نیم‌پرده کمتر دارد. برای نمونه فاصله نت لا (A) تا نت دو (C) یک سوم کوچک است. چنان‌که نت دو، سه نیم‌پرده بالاتر از نت لا قرار دارد و (بسته به موقعیت) بین این دو نت، سه نت روی خطوط حامل وجود دارد. سوم کاسته و افزوده نیز از سه نت تشکیل شده‌اند اما در تعداد نیم‌پرده‌هایشان اختلاف دارند (دو و پنج نیم‌پرده)
از نمونه‌های مشهور سوم کوچک صعودی می‌توان به دو نت اولیه گرین‌اسلیوز اشاره کرد.
سوم کوچک ممکن است از مجموعه‌های هارمونیک و به عنوان فاصله بین هارمونیک پنجم و ششم مشتق شده باشد.